# Александар Кумрић
Александар Кумрић (Костајница, 22. новембар 1898 — Београд, 12. јун 1983) био је српски сликар, илустратор, вајар и педагог.

## Биографија
Александар Кумрић је похађао гимназију у Карловцу, студирао сликарство на Академији у Загребу 1918. и Уметничкој школи у Београду 1925–1929. Усавршавао се у Бечу 1936, Паризу 1937. и Венецији 1938. Живео је у Карловцу 1900–1925, Сиску 1929–1930, Новом Саду 1931–1937, а потом у Београду.
Био је наставник на УЛУС-овој академији у Београду (1946–1947).

## Самосталне изложбе
- Карловац (1924),
- Београд (1929, 1937, 1952, 1956, 1974),
- Сисак (1929),
- Нови Сад (1933, 1937),
- Сарајево (1958),
- Филаделфија (1962),
- Бишеље (1965).

## Групне изложбе
- Пролећна изложба југословенских уметника (Београд, 1930, 1937–1940),
- Изложбе групе "Лада" (Београд 1940–1941, 1953–1956),
- Цавтат у делима југословенских сликара (Цавтат, 1953),
- Четврта деценија (Београд, 1971).

## Уметничко дело
Александар Кумрић је стилски је почео да се формира код свог професора на Академији у Београду Милана Миловановића, а потом је импресионистички осећај слике развио у Паризу, посебно у духу Монеа. Кумрић је сликао импресионистички, колористички и интимистички, уситњеним потезом и светлом палетом, приморске и речне пределе, ведуте (Београдска тврђава, 1942), мртве природе (Распорени сом, 1954), призоре из живота рибара и портрете (Бранко Тепавац, око 1924; Аутопортрет са шеширом, 1932), углавном у уљу. 1960-их година поједностављује форму и обогаћује фактуру, а 1970-их ради апстрактне колаже. 
Споменик који је Кумрић извајао П. Теслићу, постављен 1937. у Острвици крај Госпића, није сачуван.